# 排他的经济水域渔业等相关主权的权利行使等相关法律
《排他的经济水域渔业等相关主权的权利行使等相关法律》（日语：排他的経済水域における漁業等に関する主権的権利の行使等に関する法律）是日本的法律。又称渔业主权法和EEZ渔业法。

## 概要
该法规定了在专属经济区 (EEZ) 行使主权权利的必要措施，以便通过适当行使《联合国海洋法公约》规定的权利来适当保护和管理海洋生物资源。 主要重点是规范外国人在日本专属经济区内的捕鱼活动。伴随着该法的实施，《渔业水域相关暂定措置法》（漁業水域に関する暫定措置法）废止。 

## 处罚显着增加
2014年，小笠原群岛周边海域发生了中国渔船偷猎珊瑚的问题，修改了第187届国会，加强对外国违法者的处罚。结果，之前的1000万日元以下罚款提高到3000万日元以下。此外，水产法中规定的30万日元以下的不进行现场检查的处罚，通过此次修订后的新法新规定的处罚，提高到300万日元以下。此外，违反第24条第2款的外国人据说是“根据案件的类型和模式以及其他情况，按照政令规定的主管大臣制定的标准”确定的。保释金制度下提前释放的保释金标准也上调至与罚款相同的数额，分别为3000万日元和300万日元。特别是对珊瑚的非法采集的处分更加严格，每1公斤非法珊瑚将额外征收600万日元的抵押品。与此同时，对外国人在领海捕鱼的《外國人漁業規制相關法律》进行了修订，同样加强了同类行为的处罚力度。